# 西門羅 (密歇根州)
西門羅（英語：West Monroe）是位於美國密歇根州門羅縣門羅特設鎮區的一個普查規定居民點。

## 人口
根據2020年美國人口普查的數據，西門羅的面積為3.29平方千米，當中陸地面積為3.24平方千米，而水域面積為0.05平方千米。當地共有人口3227人，而人口密度為每平方千米980.85人。